# Carmen Mușat
Carmen Mușat Matei (n. 18 decembrie 1964, Buzău) este o intelectuală română, critic literar și eseistă, membră a Uniunii Scriitorilor din România și cadru universitar la Facultatea de Litere a Universității din București. Este specialistă în teoria literaturii.

## Date biografice
S-a născut la 18 decembrie 1964 în Buzău. În 1987 a absolvit Facultatea de Filologie (secția română -engleză) a Universității din București.
În 2001 a devenit doctor în filologie al aceleiași universități, cu teza Descriere și narațiune în proza postmodernă românească, coordonator fiind profesorul dr. Mircea Martin, iar membri în comisie: Sorin Alexandrescu, Livius Ciocârlie, Paul Cornea. Doctoratul a fost obținut „magna cum laude”.
Între anii 1986-1987 frecventează cenaclul Universitas al Universității din București, condus de criticul și profesorul Mircea Martin.
În perioada 1997-1998 a predat literatura română la Universitatea din Amsterdam. Este membră și secretar adjunct al Asociației de Literatură Comparată din România și membră a Asociației Scriitorilor Profesioniști din România (ASPRO).
În prezent este profesor la Catedra de teoria literaturii a Facultății de Litere, Universitatea din București și director al revistei Observator cultural.

## Volume publicate
- Romanul românesc interbelic, antologie, prefață, analize critice, note, dicționar, cronologie și bibliografie de Carmen Mușat, București, Editura Humanitas, 1998, 336 pp. ISBN 973-28-0860-8; Ediția a II-a, București: Humanitas Educațional, 2004, 334 pp., ISBN 973-6890-10-4
- Perspective asupra romanului românesc postmodern și alte ficțiuni teoretice, Editura Paralela 45, 196 pp., ISBN 973-9433-21-9, 1998
- Strategiile subversiunii. Descriere și narațiune în proza postmodernă românească, Editura Paralela 45, 2002[3],Ediția a II-a, București: Cartea Românească, 2008, 390 pp., ISBN 978-973-23-1963-5
- Canonul și Tarotul, volum de publicistică (2000-2005), Editura Curtea Veche, 2006
- Dincolo de literatură. O carte cu și despre Lucian Raicu, antologie și comentarii de Carmen Mușat, Editura Hasefer, 2009
- Frumoasa necunoscută. Literatura și paradoxurile teoriei, Editura Polirom, 2017  Arhivat în 26 martie 2019, la Wayback Machine., ISBN 978-973-46-7007-9

## Volume colective
- Războiul de 30 de zile: jurnal colectiv de campanie. Contributori: Mircea Mihăieș, Toma Roman, Tia Șerbănescu, Cornel Nistorescu, Alina Mungiu-Pippidi, Vladimir Tismăneanu, Grigore Cartianu, Sorin Roșca Stănescu, Andrei Cornea, Ioana Lupea, Andrei Oișteanu, Cristian Pîrvulescu, Doina Jela, Sever Voinescu, Ovidiu Șimonca, Cristian Ghinea, Robert Turcescu, Ion Cristoiu, Carmen Mușat; Ed. Curtea Veche, 2007

## Traduceri și prefețe
- A colaborat la alcătuirea și traducerea volumului Introducere în teoria literaturii. Antologie de texte (1997).
- A scris prefața la volumele: Gabriela Adameșteanu, Daruieste-ti o zi de vacanță (Paralela 45, 2001); Gabriela Adameșteanu, Intîlnirea (Polirom, 2003); Doina Ioanid, Poeme de trecere (Editura Vinea, 2005); Gheorghe Crăciun, Pupa russa, 2007, Autorul ca „arhivar al conținuturilor lumii” (p. 413-422)
- A scris postfața la volumele: Ioana Em. Petrescu, Jurnal (Editura Paralela 45, 2004); Mircea Cărtărescu, Nostalgija (Editura Beletrina, Ljubljana, 2005)